# سيريل موبيالا كيتامبالا
سيريل موبيالا كيتامبالا (بالفرنسية: Cyrille Mubiala Kitambala)‏ (مواليد 7 يوليو 1974 في كينشاسا) لاعب كرة قدم كونغولي ديمقراطي دولي معتزل كان يجيد اللعب في خط الدفاع .

## روابط خارجية
- سيريل موبيالا كيتامبالا على موقع قاعدة بيانات كرة القدم.إي يو (الإنجليزية)
- سيريل موبيالا كيتامبالا على موقع ناشيونال فوتبول تيمز (الإنجليزية)
- سيريل موبيالا كيتامبالا على موقع Soccerway.com (الإنجليزية)